# Campionati del mondo di atletica leggera 1991 - Salto in alto maschile
Il salto in alto maschile si è tenuto il 30 agosto ed il 1º settembre.

## Risultati

### Qualificazioni
In finale chi supera 2,30 m rientra tra i primi 12
| Pos | Gruppo | Nome                  | Nazione                   | 1.90 | 2.00 | 2.05 | 2.10 | 2.15 | 2.20 | 2.24 | 2.27 | Misura | Note |
| --- | ------ | --------------------- | ------------------------- | ---- | ---- | ---- | ---- | ---- | ---- | ---- | ---- | ------ | ---- |
| 1   | A      | Charles Austin        | Stati Uniti               |      |      |      |      |      |      |      |      | 2.27   | q    |
| 1   | A      | Dalton Grant          | Regno Unito               | –    | –    | –    | –    | –    | o    | –    | o    | 2.27   | q    |
| 1   | A      | Marino Drake          | Cuba                      |      |      |      |      |      |      |      |      | 2.27   | q    |
| 4   | A      | Arturo Ortiz          | Spagna                    |      |      |      |      |      |      |      |      | 2.27   | q    |
| 5   | A      | Dragutin Topić        | Jugoslavia                |      |      |      |      |      |      |      |      | 2.27   | q    |
| 5   | A      | Troy Kemp             | Bahamas                   |      |      |      |      |      |      |      |      | 2.27   | q    |
| 5   | A      | Rick Noji             | Stati Uniti               |      |      |      |      |      |      |      |      | 2.27   | q    |
| 8   | A      | Rudol'f Povarnicyn    | Unione Sovietica          |      |      |      |      |      |      |      |      | 2.27   | q    |
| 9   | A      | Ian Garrett           | Australia                 |      |      |      |      |      |      |      |      | 2.24   |      |
| 10  | A      | Takahisa Yoshida      | Giappone                  |      |      |      |      |      |      |      |      | 2.24   |      |
| 11  | A      | Róbert Ruffini        | Cecoslovacchia            |      |      |      |      |      |      |      |      | 2.24   |      |
| 12  | A      | Georgi Dakov          | Bulgaria                  |      |      |      |      |      |      |      |      | 2.24   |      |
| 13  | A      | Håkon Särnblom        | Norvegia                  |      |      |      |      |      |      |      |      | 2.20   |      |
| 13  | A      | Fakhredin Fouad       | Giordania                 |      |      |      |      |      |      |      |      | 2.20   |      |
| 15  | A      | Zhou Zhongge          | Cina                      |      |      |      |      |      |      |      |      | 2.20   |      |
| 16  | A      | Steve Smith           | Regno Unito               | –    | –    | –    | o    | o    | xo   | x    |      | 2.20   |      |
| 17  | A      | Michael Mikkelsen     | Danimarca                 |      |      |      |      |      |      |      |      | 2.20   |      |
| 18  | A      | Jarosław Kotewicz     | Polonia                   | -    | -    | -    | -    | o    | xxx  |      |      | 2.15   |      |
| 19  | A      | Roger Te Puni         | Nuova Zelanda             | -    | -    | -    | -    | xo   | xxx  |      |      | 2.15   |      |
| NCL | A      | Fernando Moreno       | Argentina                 | XXX  |      |      |      |      |      |      |      | NM     |      |
| 1   | B      | Hollis Conway         | Stati Uniti               |      |      |      |      |      |      |      |      | 2.27   | q    |
| 1   | B      | Artur Partyka         | Polonia                   |      |      |      |      |      |      |      |      | 2.27   | q    |
| 1   | B      | Javier Sotomayor      | Cuba                      |      |      |      |      |      |      |      |      | 2.27   | q    |
| 1   | B      | Igor' Paklin          | Unione Sovietica          |      |      |      |      |      |      |      |      | 2.27   | q    |
| 5   | B      | Patrik Sjöberg        | Svezia                    |      |      |      |      |      |      |      |      | 2.27   | q    |
| 6   | B      | Steinar Hoen          | Norvegia                  |      |      |      |      |      |      |      |      | 2.27   | q    |
| 7   | B      | Juha Isolehto         | Finlandia                 |      |      |      |      |      |      |      |      | 2.24   |      |
| 8   | B      | Gustavo Adolfo Becker | Spagna                    | –    | –    | –    | –    | o    | xo   | o    | xxx  | 2.24   |      |
| 8   | B      | Othmane Belfaa        | Algeria                   |      |      |      |      |      |      |      |      | 2.24   |      |
| 8   | B      | Sorin Matei           | Romania                   |      |      |      |      |      |      |      |      | 2.24   |      |
| 11  | B      | Tim Forsyth           | Australia                 |      |      |      |      |      |      |      |      | 2.24   |      |
| 12  | B      | Alex Zaliauskas       | Canada                    | –    | –    | –    | –    | o    | o    | xxo  | xxx  | 2.24   |      |
| 13  | B      | Sergey Dymchenko      | Unione Sovietica          |      |      |      |      |      |      |      |      | 2.20   |      |
| 14  | B      | Xu Yang               | Cina                      |      |      |      |      |      |      |      |      | 2.20   |      |
| 15  | B      | David Anderson        | Australia                 |      |      |      |      |      |      |      |      | 2.15   |      |
| 16  | B      | Karl Scatliffe        | Isole Vergini Britanniche |      |      |      |      |      |      |      |      | 2.05   |      |
| 17  | B      | Valery Abugattas      | Perù                      |      |      |      |      |      |      |      |      | 2.00   |      |
| 18  | B      | Khalid Ahmed Mousa    | Sudan                     |      |      |      |      |      |      |      |      | 1.90   |      |
| 18  | B      | Emanuel Ngadjadoum    | Ciad                      |      |      |      |      |      |      |      |      | 1.90   |      |
|     | B      | Geoff Parsons         | Regno Unito               |      |      |      |      |      |      |      |      | DNS    |      |

### Finale
| Pos | Nome               | Nazione          | 2.15 | 2.20 | 2.24 | 2.28 | 2.31 | 2.34 | 2.36 | 2.38 | 2.40 | 2.45 | Misura | Note |
| --- | ------------------ | ---------------- | ---- | ---- | ---- | ---- | ---- | ---- | ---- | ---- | ---- | ---- | ------ | ---- |
| 1   | Charles Austin     | Stati Uniti      | –    | o    | o    | –    | o    | o    | –    | xo   | –    | xxx  | 2.38   | CR   |
| 2   | Javier Sotomayor   | Cuba             | –    | –    | o    | –    | o    | –    | o    | –    | xr   |      | 2.36   |      |
| 3   | Hollis Conway      | Stati Uniti      | –    | o    | o    | –    | xo   | –    | xo   | xxx  |      |      | 2.36   |      |
| 4   | Dalton Grant       | Regno Unito      | –    | –    | –    | –    | o    | –    | xxo  | xxx  |      |      | 2.36   | NR   |
| 5   | Marino Drake       | Cuba             | –    | o    | –    | xo   | –    | o    | xxx  |      |      |      | 2.34   | PB   |
| 5   | Troy Kemp          | Bahamas          | –    | o    | –    | o    | xo   | o    | xxx  |      |      |      | 2.34   |      |
| 7   | Patrik Sjöberg     | Svezia           | –    | –    | o    | –    | xxo  | xr   |      |      |      |      | 2.31   |      |
| 8   | Rick Noji          | Stati Uniti      | –    | o    | –    | xo   | xxx  |      |      |      |      |      | 2.28   |      |
| 9   | Dragutin Topić     | Jugoslavia       | –    | xo   | o    | xo   | xxx  |      |      |      |      |      | 2.28   |      |
| 10  | Arturo Ortiz       | Spagna           | o    | –    | o    | xx-  | x    |      |      |      |      |      | 2.24   |      |
| 10  | Igor' Paklin       | Unione Sovietica | –    | o    | o    | –    | xxx  |      |      |      |      |      | 2.24   |      |
| 12  | Artur Partyka      | Polonia          | o    | –    | xo   | –    | xxx  |      |      |      |      |      | 2.24   |      |
| 13  | Rudol'f Povarnicyn | Unione Sovietica | –    | xo   | xo   | xx-  | x    |      |      |      |      |      | 2.24   |      |
| 14  | Steinar Hoen       | Norvegia         | xo   | xo   | xxx  |      |      |      |      |      |      |      | 2.20   |      |